# حزام قرآني
الحزام القرآني هو مصطلح يشير إلى منطقة حيث القيم الإسلامية المحافظة قوية فيها. يرتبط المصطلح غالبًا مع منطقة حيث كان للإسلام تأثيرًا تاريخيًا وهي شمال غرب الصين (سنجان، ونينغشيا، وقانسو وتشينغهاي) على طول الحدود بين آسيا الوسطى والتبت ومنغوليا.
أجزاء أخرى من العالم حيث للإسلام تأثيرًا تاريخيًا كبيرًا اعتمدت أيضًا هذا الاسم، مثل كابول وقندهار في أفغانستان، ووسط المملكة العربية السعودية، وجنوب شرق الأناضول، وخيبر بختونخوا في باكستان، وجامو وكشمير ولكشديب وآسام في الهند.